# جون بيل (ممثل بريطاني)
جون بيل (بالإنجليزية: John Bell)‏ هو ممثل بريطاني، ولد في 20 أكتوبر 1997 في بيزلي في المملكة المتحدة.

## أعمال

### أفلام
- (2012) راث أوف ذا تايتنز[7][8][9]
- (2012) سفينة حربية

### مسلسلات
- دخيلة

## وصلات خارجية
- جون بيل على موقع IMDb (الإنجليزية)
- جون بيل على موقع ألو سيني (الفرنسية)
- جون بيل على موقع أول موفي (الإنجليزية)
- جون بيل على موقع قاعدة بيانات الفيلم (الإنجليزية)